# Conseil des Églises protestantes du Cameroun
Le Conseil des Églises protestantes du Cameroun (CEPCA) est une union qui rassemble 11 confessions chrétiennes protestantes et évangéliques du Cameroun. Son siège se situe à Yaoundé.

## Histoire
Le conseil est fondé en 1941 sous le nom de Fédération des Églises et Missions évangéliques du Cameroun (FEMEC). 
Le 1er avril 2005, à Maroua, il a pris le nom de Conseil des Églises protestantes du Cameroun (CEPCA).

## Membres
Le Cepca compte 11 églises membres.
- La Convention baptiste du Cameroun (CBC)
- L'Église évangélique du Cameroun (EEC)
- L'Église fraternelle luthérienne du Cameroun  (EFLC)
- L'Église protestante africaine (EPA)
- L'Union des Églises évangéliques au Cameroun (UEEC)
- La Native Baptist Church of Cameroon (NBC)
- L'Église évangélique luthérienne du Cameroun (EELC)
- L'Église presbytérienne camerounaise (EPC)
- L'Église anglicane (EA)
- L'Union des églises baptistes du Cameroun (UEBC)
- La Presbyterian Church in Cameroon (PCC)
- La Mission du Plein Evangile au Cameroun (MPE)

## Les structures du Cepca
L'assemblée générale est constituée de représentants élus des Églises, pasteurs ou laïcs. Le comité exécutif est convoqué par le président et réunit les responsables d'églises.

## Les départements
Le Cepca s'appuie sur quatre départements :
- Le département de la santé
- Le département de l'éducation
- Le département des femmes et des affaires sociales
- Le département de la communication, du témoignage chrétien et de la jeunesse

## Dirigeants du Cepca
- Les présidents [4]

| Années    | Noms et prénoms               | Église |
| --------- | ----------------------------- | ------ |
| 1969-1972 | Rév. Albert Théodore Nyemb    | EPC    |
| 1972-1987 | Rév. Dr Jean Kotto            | EEC    |
| 1987-1994 | Rév. Henry Awasom             | PCC    |
| 1994-1997 | Rév. Pierre Songsare Amtse    | EELC   |
| 1997-2003 | Rév. Dr Emmanuel Mbangue Eboa | UEBC   |
| 2003-2006 | Rév. Dr Joseph Mfochive       | EEC    |
| 2006-?    | Rév. Robert Goyek             | EFLC   |

- Les secrétaires

| Années    | Noms et prénoms                | Église |
| --------- | ------------------------------ | ------ |
| 1969-1972 | Rév. Eugène Mallo              | EEC    |
| 1972-1983 | Rév. Daniel Moubitang à Mepoui | EPC    |
| 1983-1989 | Rév. Dr Grégoire Ambadiang     | PCC    |
| 1989-1992 | Rév. Ebénézer Woungly Massaga  | EPA    |
| 1992-1993 | Rév. Dr David Jonathan Mandeng | EPC    |
| 1993-1994 | Dr Aaron Tolen                 | EPC    |
| 1994-1997 | Rév. Samuel Nhanag Massok      | EPC    |
| 1997-2002 | Rév. Pierre Songsare Amtse     | EELC   |
| 2002-2010 | Rév. Dr Jean Emile Ngue        | EPC    |
| 2010-2014 | Rév. Phillippe Nguete          | EEC    |
| 2014-?    | Rév. Jonas Kemogne             | EEC    |